# Amegilla albigena
Amegilla albigena је инсект из реда Hymenoptera - опнокрилци, породице Apidae.

## Распрострањење
Ова пчела насељава север Африке, југ Европе, средњи Исток, централну Азију и Пакистан. У Европи најсевернији налази су из Аустрије, Чешке и Словачке. У Србији је такође присутна. Насељава сува и топла станишта.

## Опис
Као и друге врсте из рода Amegilla она је солитарна пчела. Спада у пчеле средње величине. Има преференције према полену биљака из фамилија Boraginaceae и Lamiaceae. Недовољно се познаје биологија и екологија ове врсте, али као и друге пчеле важна је карика у опрашивању.

## Синоними
- Amegilla albida (Dours, 1869)
- Anthophora albigena subsp. afra Priesner, 1957
- Anthophora albigena subsp. albida Dours, 1869
- Anthophora binotata Lepeletier, 1841
- Anthophora graeca Alfken, 1942
- Anthophora quadrifasciata subsp. nana Radoszkowski, 1869
- Antophora binotata Lepeletier, 1841
- Podalirius albidus (Dours, 1869)
- Podalirius albigena subsp. nigrithorax Dalla Torre, 1877
- Podalirius albigenus (Lepeletier, 1841)
- Podalirius binotatus (Lepeletier, 1841)
- Podalirus albidus (Dours, 1869)

## Подврсте
Amegilla albigena subsp. afra
Amegilla albigena subsp. albigena